# Televisão Independente
Televisão Independente (portugiesisch für: unabhängiges Fernsehen), meist nur TVI genannt, ist ein portugiesischer Fernsehsender. Der Privatsender wird in Portugal terrestrisch, im Kabel und über Satellit verbreitet.
A Tua Cara Não Me É Estranha war seit 2012 eine erfolgreiche Musikshow des Senders, heute sind Sendungen wie Big Brother oder starbesetzte eigene Telenovelas Quotenbringer. Zwischen 2005 und 2019 war TVI Marktführer in Portugal, heute gilt wieder die SIC (mit 16,4 %) vor TVI mit 14,9 % als Marktführer (Stand Januar 2023).

## Geschichte

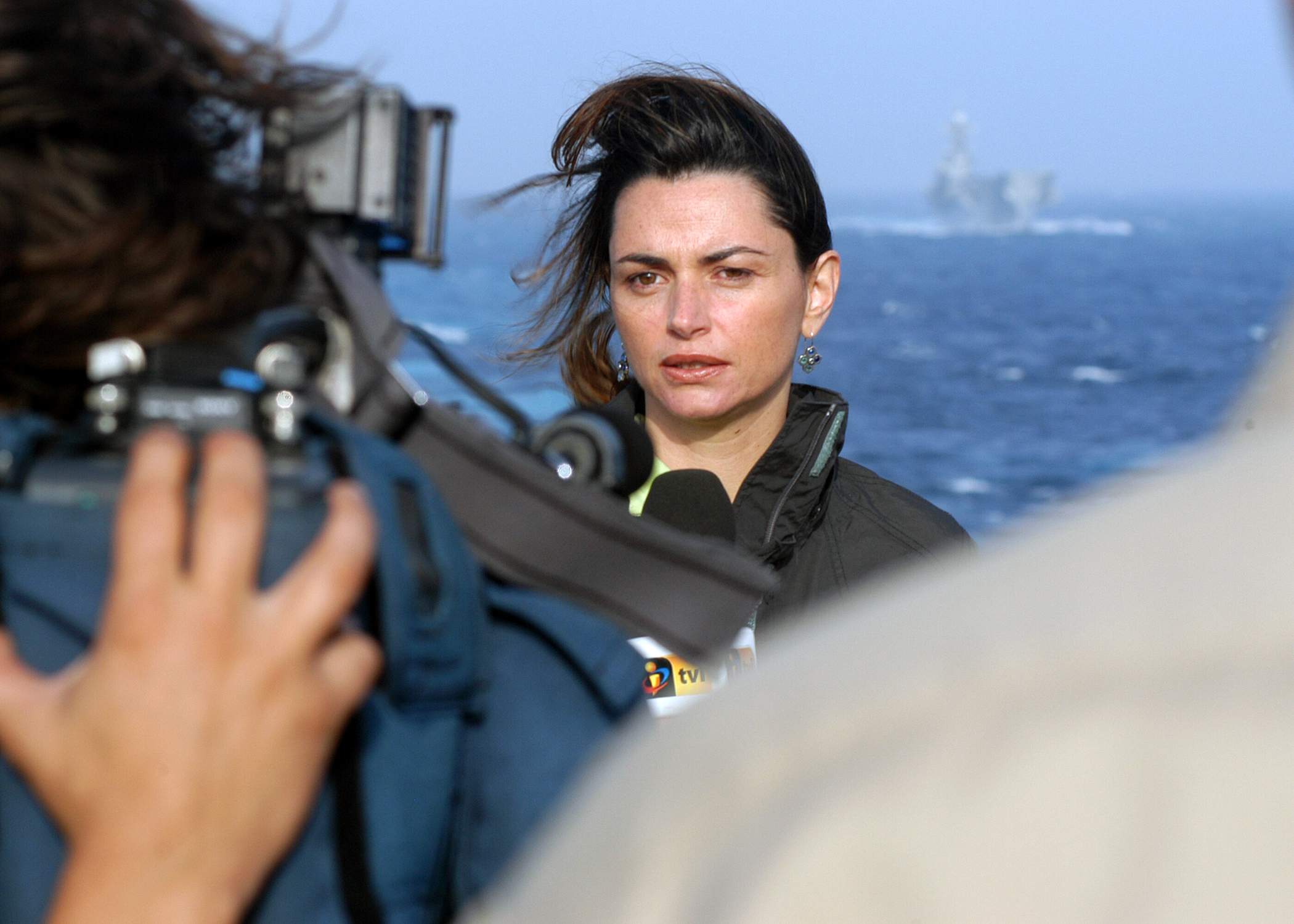
TVI-Reporterin bei der Arbeit (2004).

Nach der Nelkenrevolution 1974 setzte eine tiefgreifende Demokratisierung aller Gesellschaftsbereiche in Portugal ein. Dabei erfuhr auch die Medienlandschaft eine breite Diversifizierung. Im Zusammenhang mit dem Beitritt Portugals zur Europäischen Gemeinschaft 1986 erlebte das Land dann eine Privatisierungs- und Fusionswelle, in der auch private Medienkonzerne entstanden.
Im Medienbereich erfolgte dann die Regierungsentscheidung, auch im Fernsehen private Anbieter zuzulassen, so dass Anfang der 1990er Jahre auch im portugiesischen Fernsehen ein duales Rundfunksystem eingeführt wurde.
Der Sender wurde am 20. Februar 1993 von verschiedenen katholischen Unternehmen und Einrichtungen (darunter Rádio Renascença, die Katholische Universität Portugal, Einrichtungen der Santa Casa de Misericórdia und zahlreiche andere) und dazu von der Zeitung Público und dem Verlag Editorial Verbo gegründet. TVI war der zweite Privatsender Portugals, nach SIC (1992).
1997 übernahm die private Mediengruppe Media Capital 30 % an TVI und erstand ein Jahr später weitere 60 % und ist heute zu 100 %  Eigentümer. An der Media Capital war nach dem Verkauf der Anteile der RTL Group zu 94 % die spanische Grupo Prisa beteiligt, bis sie 2020 weitgehend wieder ausstieg und ihre Anteile an verschiedene Investoren veräußerte, mit der portugiesischen Pluris Investments von Mário Ferreira als größtem Aktionär (ca. 30 %).
Bis 2015 sendete TVI im Format 4:3, danach ging man zu 16:9 über. Seit 2019 sendet man zudem landesweit in HD.

## Kanäle
Der Hauptkanal TVI ist landesweit frei in DVB-T2 zu empfangen und wird im 16:9-Format und sowohl in SDTV als auch HDTV ausgestrahlt. Dazu unterhält und unterhielt die TVI noch weitere Kanäle, die über Kabelfernsehen, Satellit und Streamingdienste zu sehen sind. Außerdem besteht seit 2015 mit TVI Player eine Internetplattform für Live- und On-demand-Abruf des TVI-Fernsehprogramms.
Aktive Kanäle
- TVI – seit 1993

CNN Portugal löste 2021 TVI24 ab.

- TVI internacional (an Auslandsportugiesen gerichtet – seit 2010)
- TVI Ficção (eigene Serien und Filme – seit 2012)
- TVI Reality (Reality-TV – seit 2015)

Ehemalige Kanäle
- TVI24 (Nachrichtenkanal, 2009–2021, seither CNN Portugal)
- +TVI (Abo-Unterhaltungssender, 2013–2015)
- TVI África (für die afrikanischen Staaten mit Amtssprache Portugiesisch, 2015–2020)